# Réserve naturelle Demningane et Gravtjernåsen
La Réserve naturelle Demningane et Gravtjernåsen  est une aire protégée norvégienne qui est située dans le municipalité de Porsgrunn, dans le comté de Telemark.

## Description
La réserve naturelle de 0,765 km2 été créée en 1983 et renouvelée en2019. Elle est située sur le côté est de l'Eidangerfjord (en), au sud-est d'Eidanger.
C'est une zone marécageuse et une riche forêt de feuillus. Le socle rocheux est constitué de larvikite.
La zone est protégée pour préserver des types spécifiques de nature sous la forme de riches forêts de feuillus et de tourbières souterraines, et pour prendre soin d'une zone qui a une grande diversité biologique avec des occurrences d'espèces rares et menacées de champignons et de lichens.